# WIYN 천문대
WIYN 천문대는 WIYN 컨소시엄에 의해 소유 및 운영된다. 3.5미터의 기구인 WIYN 천문대의 망원경 애리조나 주의 키트 피크 국립 천문대에서 두 번째로 큰 광학 망원경이다. 미국 국립 광학 천문대(NOAO)에서 대부분의 운영 서비스를 제공하는 동안 천문대의 대부분의 자본비는 위스콘신-메디슨 대학교, 인디애나 대학교, 예일 대학교에서 제공된다.

## 망원경
WIYN 천문대의 망원경은 3.51155m(138.25")의 빈 직경, 3.49885m(137.75")의 직경 경사의 반마름모육팔면체의 돔식 건물에 위치하고 있다.

## 현재 장비들

### 히드라
히드라는 초점면에 위치한 한번에 최대 100개의 별도의 개체를 관찰할 수 있는 광섬유를 사용하는 다중객체 분광기이다. 빛은 주 망원경 아래 분광기 실로 들어오며 CCD 카메라가 각 개체의 스펙트럼을 녹화한다. 시계는 약 1° 정도이다.  보관됨 2019-08-25 - 웨이백 머신

### WIYN 고해상도 적외선 카메라(WHIRC)
WHIRC는 2008년도에 의뢰된 근적외선 고해상도 이미징 카메라이다. WHIRC는 WIYN 파트너 및 STScI의 공동 프로젝트였다. 로 구성되어 있는 0.1"/픽셀의 훌륭한 픽셀 규모와 200×200 아크섹의 시계를 제공하는 2k×2k 검출기로 구성되어 있다. WHIRC는 절묘한 고해상도 이미지를 제공하기 위해 WIYN Tip/Tilt 모듈(WTTM)과 함께 사용할 수 있다. 다량의 필터 세트도 가용하다.

### 일도 영상장치 (ODI)

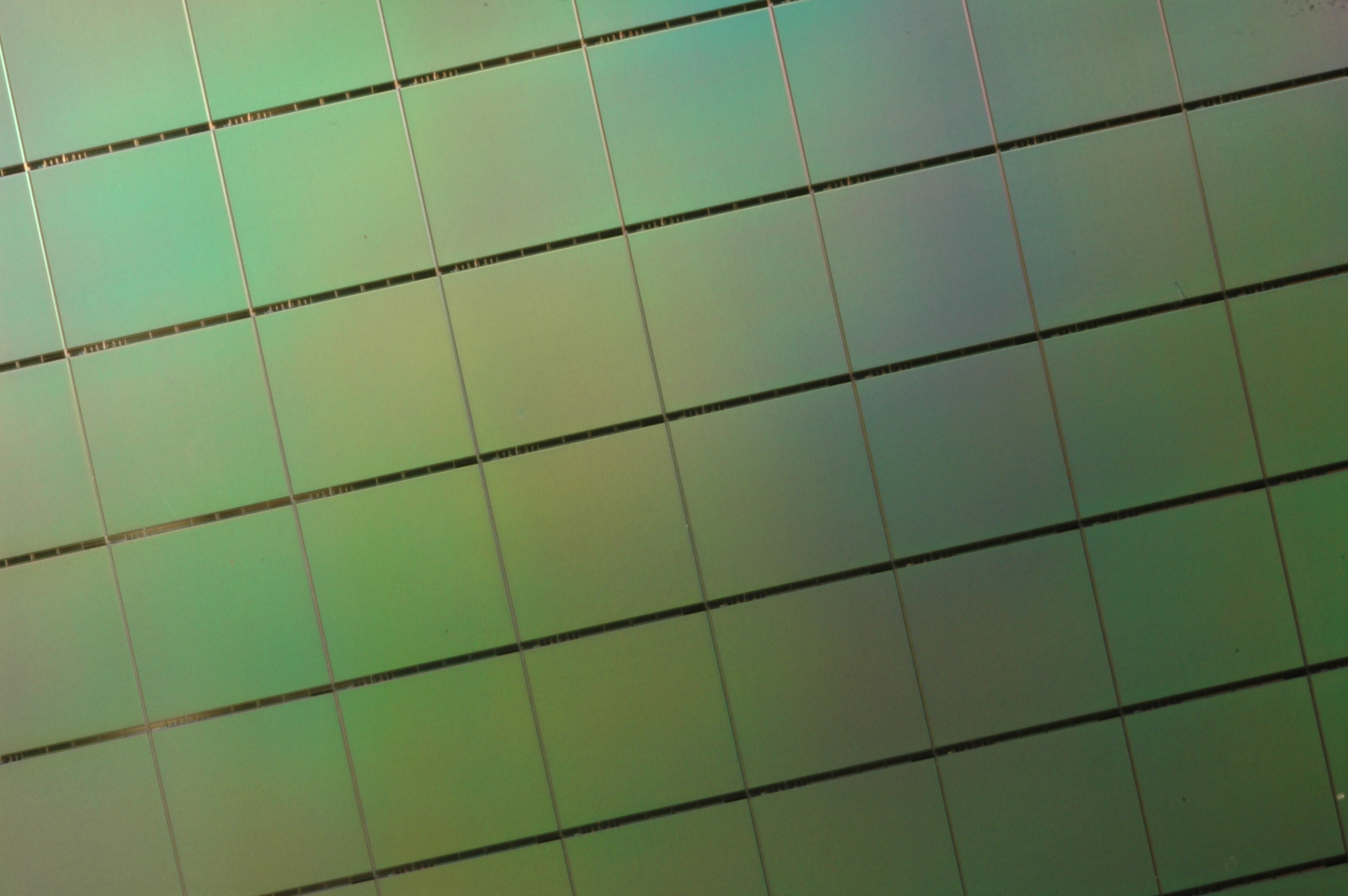
ODI 센서

일도(1°) 영상장치(ODI)는 WIYN의 새로운 장비 계획의 주력이다. ODI는 WIYN의 일도 시계와 탁월한 이미지 품질을 모두 이용한다. ODI의 원 디자인은 64개의 직각 전송 배열(OTAs)과 총 1기가픽셀에 픽셀 당 0.11 아르크세컨즈를 이용하여 일도 사각 면을 덮기 위해 고안되었다. 직각 전송 배열은 인테그레션동안 Tip/Tilt 모션의 이미지를 정리하면서 이미지의 선명도를 향상시킨다. 이미지 정리는 시계 전체에서 진행되며 넓은 광각 시대에 ODI를 특별하고 경쟁적인 기구로 만든다. ODI는 WIYN 파트너들과 국립 과학 기금의 자금 지원을 받는다.
ODI는 일부분 혹은 프로토타입(pODI)으로 13개의 OTAs를 사용하여 2012년 여름 처음 시험되었고, 2013년 초부터 과학적 관측에 이용되었다. pODI는 2014년 말에 중요한 업그레이드를 위해 사용이 중지되었다. 업그레이드된 ODI는, 30개의 OTAs에 5x6의 레이아웃으로 2015년 여름부터 사용이 재개되었고, 그 해 10월부터 과학적 관측을 위해 사용되었다.

## 앞으로의 장비

### 극정밀 도플러 분광기(EPDS)
NASA에 의해 자금 지원을 받았으며, EPDS 분광기는 자행성에 의한 모항성들의 시선 속도를 분 단위로 따라가며 추가적인 태양계 외계의 항성들을 찾는데 도움을 줄 것이다.

## 과거의 장비

### 미니-모자이크
미니모는 9.6 아크미닛의 시계를 가진 두 개의 2048 x 4096 픽셀 칩으로 구성된 CCD이다. 두 개의 분리된 칩들은 들어온 이미지를 즉각적으로 판독할 만큼 다른 어떤 방법보다 빠르게 이미지를 판독할 수 있게 하였다.  보관됨 2019-08-25 - 웨이백 머신

## 시설 운영
WIYN 컨소시엄은 이사회에 의해 운영되며, 이사회는 각 파트너 기관에서 3명의 멤버를 포함한다. 이사회는 일년에 두 번 회의를 연다. 과학 운영 위원회(SSC)는 WIYN 책임자와 이사회에 과학적 지침을 제안한다.
2000년에서 2008년까지 WIYN 책임자는 조지 자코비(George Jacoby)였으며, 다음으로 피에르 마틴(Pierre Martin, 2008-2010). 2010년부터 2013년까지 팻 케젝(Pat Knezek)이 임시 책임자를 맡았다. 2013년 이후, 에릭 후퍼(Eric Hooper)가 임시 책임자가 되었다.
예일 대학교는 2014년 4월 1일에 WIYN 컨소시엄에서 탈퇴했고, 그 해 가을, 미주리 대학교으로 대체되었다. 미국 국립 광학 천문대(NOAO)가 아직 실질적인 작업을 진행하지만 2015년부터 NN-EXPLORE라는 NASA-NSF 파트너십이 성공적으로 NOAO의 자리를 채웠다.

## 같이 보기
- 천문대 목록